# Атером (плак)
Атером или атероматозни плак је абнормална и реверзибилна акумулација материјала у унутрашњем слоју артеријског зида и патолошка основа за атеросклерозу. Овај материјал се састоји углавном од ћелија макрофага,  или остатака, који садрже липиде, калцијум и променљиву количину влакнастог везивног ткива. Акумулирани материјал ствара оток у зиду артерије, који може проминирати у  лумен арије, сужавајући га и ограничавајући проток крви. Атероми који временом расту могу довести до болести коронарних артерија, болести периферних артерија, срчаног или можданог удара. Промене начина живота и лекови смањују ризик од компликација.

## Дефиниције
- Атером (атероматозни плак) - реверзибилно накупљање дегенеративног ткива у интими артеријског зида
- Атеросклероза - отврдњавање било које артерије услед атероматозног плака
- Артериосклероза – отврдњавање (и губитак еластичности) малих до средњих артериола

## Опште информације
Атерома је масна супстанца (атеросклеротични плак или једноставно плак) која се временом накупља у  артеријама. Атероми се формирају дуж унутрашњег зида артерија и утиче на смањење проток крви кроз тело. 
Накупљање плака може почети  у тинејџерским или двадесетим годинама живота и наставља се током процеса старења организма. То је резултат многих фактора као што су исхрана, начин живота и генетика. Како се процес код неких људи дешава рабије и брже у поређењу са другима, неки људи се суочавају са компликацијама раније у животу. Обично због фактора ризика попут пушења или породичне историје раних срчаних болести.
Атеросклероза се појавила као главна здравствена дилема током раног 20. века. Скоро цео век касније, атеросклероза је постала водећи узрок смрти широм света. Сада се схвата да су атеросклеротичне лезије (атероми или атероматозни плакови) производ  сложеног низа молекуларних и ћелијских догађаја који делују заједно да формирају асиметрична фокална задебљања артеријске тунике интиме.

## Значај
Значај атероми се огледа у опасности да због:
- постепеног заузимања простора унутар лумена артерије, што мање простора за проток крви.
- пуцања излива садржаја и стварања крвног угрушка, који може блокирати проток крви на том месту, или путовати негде другде у телу и на месту где се заустави блокирати проток крви, што доводи компликација попут срчаног или можданог удара.

Атеросклероза може ометати проток крви у многим различитим деловима тела. Како атерома постају све већи, они заузимају више простора у артеријама. Временом, ово накупљање плака може довести до:
- аортоилијакалне оклузивне болести,
- болест каротидних артерија.
- болест коронарних артерија.
- исхемије мезентеричних артерија.
- болест периферних артерија .
- болест бубрежних артерија .
- болест вертебралних артерија.

Дебљина здравог слоја интиме артерије је нормално ≤1 мм; сходно томе, неправилна интима дебљине ≥2 мм се сматра атеромом. Присуство нпр. атерома аорте са дебљином већом од 4 мм повезано је са повећаним ризиком од емболијских догађаја.

## Патофизиологија
Формирање атерома инициран је одговором ендотелних ћелија (ЕЦ) на повреде изазване безбројним штетним стимулансима укључујући: 
- хипергликемију,
- хипертензију,
- хиперлипидемију,
- инфективне агенсе,
- гојазност,
- модификоване липопротеине,
- хомоцистеин,
- никотин,
- слободне радикале,
- измењен проток у артеријама на стрес,
- нормално спонтано метаболичко оштећење.[11][12][13][14][15][16]

Ово почетно оштећење изазива губитак базалне ендотелне хомеостазе, што узрокује ендотелну дисфункцију. Настало повећање пермеабилности ендотела дозвољава акумулацију липопротеина ниске густине (ЛДЛ) и ћелијских остатака унутар тунике интиме зида крвног суда, што на крају доводи до активације ендотела. 
Када се активирају, ендотелне ћелије оне производе низ хемоатрактантних цитокина као што су моноцитни хемоатрактантни протеин-1, фактор стимулације колонија макрофага, интерферон-γ, адхезиони молекул тромбоцита-ендотелних ћелија-1, интерлеукин (ИЛ)-1, ИЛ-6 и тумор фактор-α (ТНФ-α), стварајући проинфламаторно окружење које привлачи циркулишуће моноците и Т лимфоците.
Нормално, ендотелне ћелије не експримирају молекуле који олакшавају адхезију циркулишућих леукоцита. Међутим, активиране ендотелне ћелије  експримирају адхезионе молекуле васкуларних ћелија као што су молекули интерцелуларне адхезије, Е-селектин и П-селектин, који посредују у адхезији и инфилтрацији леукоцита. Цитокини изведени из ендотела касније покрећу диференцијацију моноцита у макрофаге, који користе рецепторе за препознавање образаца за издвајање ЛДЛ, модификованог ЛДЛ, слободног холестерола и естара холестерола. Заједно, активирани леукоцити и ендотелне ћелије  настављају да производе проинфламаторне цитокине и факторе раста који промовишу транзицију ћелија глатких мишића из мирног, контрактилног фенотипа у активни и пролиферативни синтетички фенотип који депонује екстрацелуларни матрикс на месту повреде, формирајући фиброзну капицу.
- Фазе у развоју атерома

Континуирано излагање различитим штетним стимулусима, у комбинацији са проинфламаторним окружењем, додатно погоршава озбиљност атероматозног плака, одржава прогресију атероматозног плака и промовише дестабилизацију плака, што резултује руптуром плака, а манифестује се као акутни догађаји као што су мождани удар или инфаркт миокарда.

## Грађа атерома
Атероми су направљени од многих ћелија и супстанци које циркулишу крвљу, као што су:
- крвна зрнца.
- калцијум (која очвршћава атером и резултује „отврднућем артерија“),
- холестерол и друге масти.
- инфламаторне ћелије.
- протеини.

Калцијум је супстанца која очвршћава атером. Због тога је познато да људи са накупљеним плаком имају „отврднуће артерија“.

### Масна пруга као прекурсорска лезија атерома
Масна пруга се сматра прекурсорском лезија атерома који могу постати атероматозни плакови, који настају као резултат прогресивне липидне акумулације и миграције и пролиферације глатких мишићних ћелија. Глатке мишићне ћелије су одговорне за депозицију екстрацелуларног матрикса везивног ткива у виду фиброзне капе, која покрива структуре плака. Растом фиброзног плака наступа васкуларно ремоделовање, сужавање лумена крвног суда, сметње у протоку крви и смањена оксигенација циљаних ткива. Плакови који се развијају могу имати и сопствену крвну мрежу, васа васорум, која је јако склона крварењу, и самим тим увећању плака.